# Județul Buzău (interbelic)
Județul Buzău a fost o unitate administrativă de ordinul întâi din Regatul României, aflată în regiunea istorică Muntenia. Reședința județului era orașul Buzău.

## Istorie

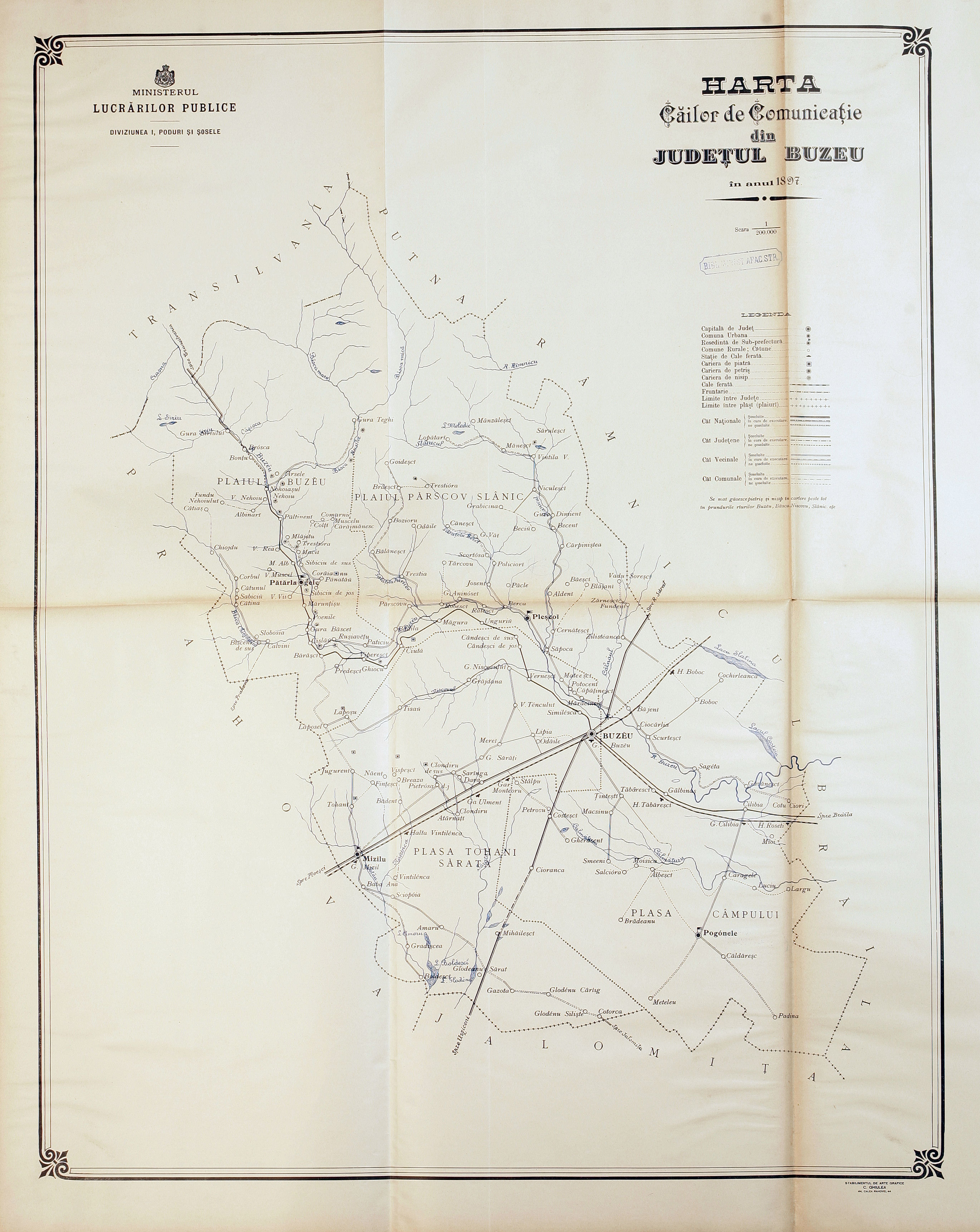
Județul Buzău la 1897

În anul 1864, domnitorul Alexandru Ioan Cuza dă prima lege de organizare administrativ-teritorială modernă a teritoriului României. Legea prevedea împărțirea țării în 33 de județe, având ca subdiviziuni plășile și comunele (urbane și rurale). Județele și comunele erau investite cu personalitate juridică și cu organe deliberative și executive: consiliul județean și prefectul (acesta din urmă ca reprezentant al guvernului în teritoriu), respectiv consiliul comunal
și primarul (în calitate de reprezentant al guvernului în teritoriu). Plășile erau simple subdiviziuni ale județelor, fără personalitate juridică, conduse de subprefecți, cu atribuții de supraveghere și control asupra autorităților comunale.
În timpul dictaturii carliste, județul a făcut parte din ținutul Argeș. În 1950, a fost desființat de regimul comunist, iar teritoriul său a fost împărțit între raioanele Buzău, Mizil, Pogoanele, Cislău și Cărpiniștea ale regiunii Buzău.

## Întindere

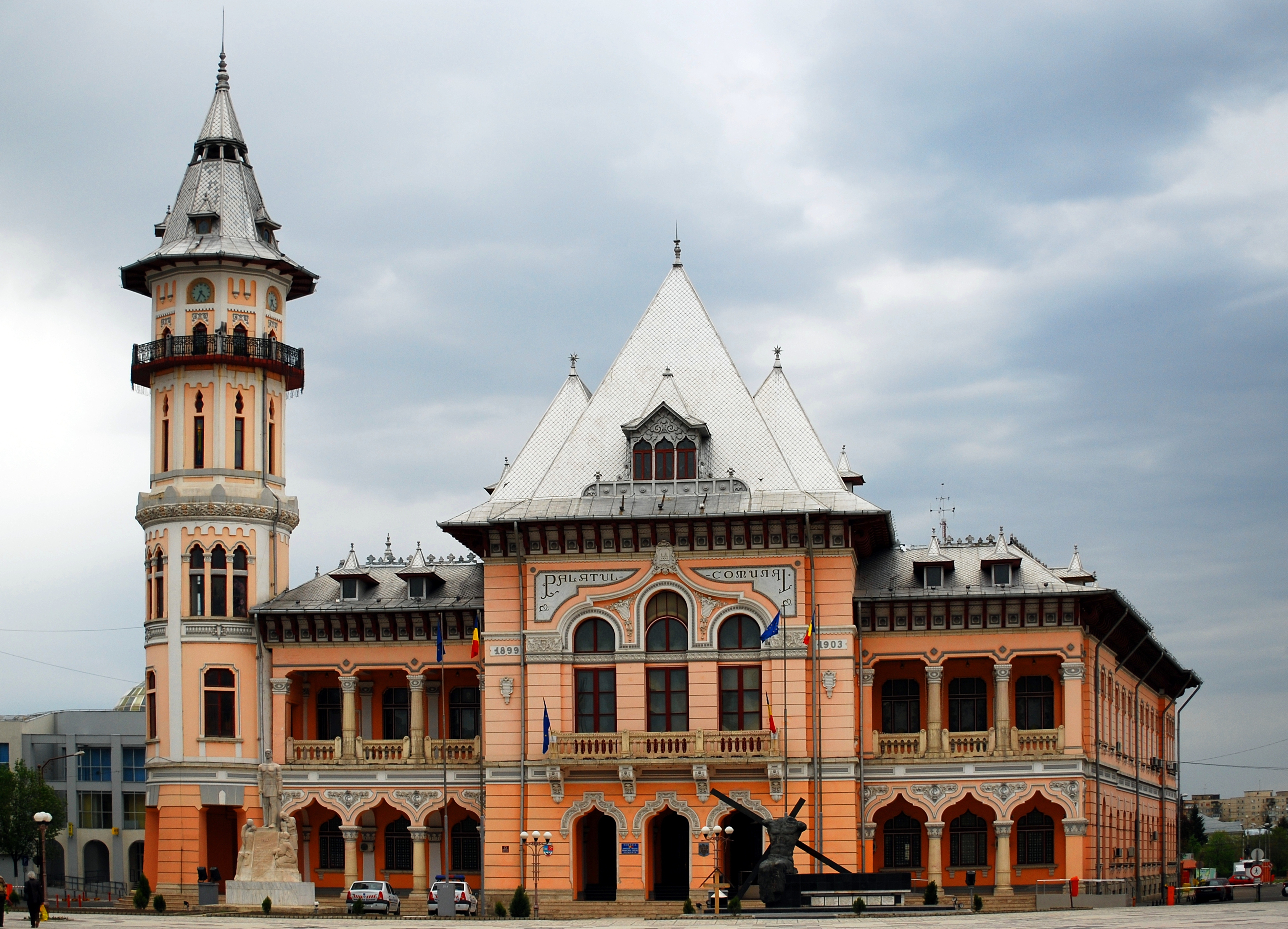
Palatul Comunal din Buzău, sediul primăriei orașului. Clădirea-monument istoric, construită între anii 1899-1903 și situată pe Bulevardul Unirii nr. 163, apare într-o imagine stilizată pe stema din perioada interbelică a județului Buzău.

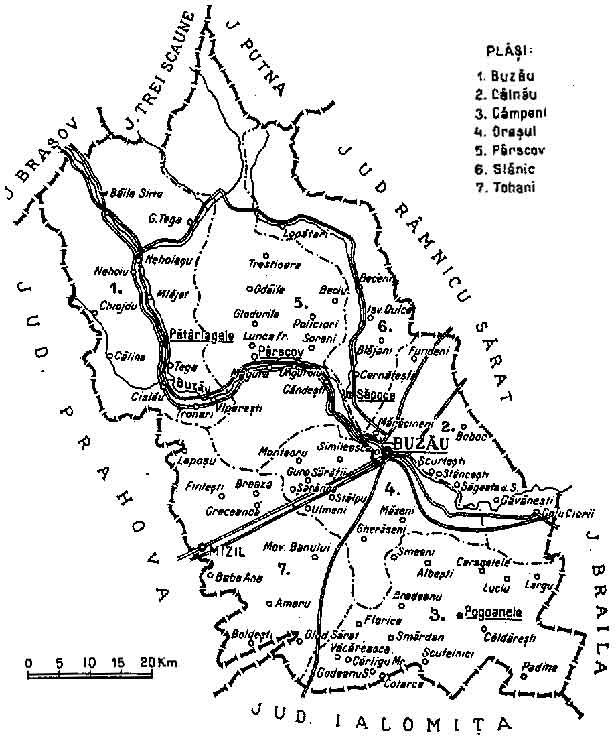
Harta județului, cu dispunerea și denumirea plășilor, în anul 1938.

Județul se afla în partea central-sudică a României Mari, în nord-estul regiunii Muntenia. Teritoriul lui cuprindea părțile sudică și vestică din actualul județ Buzău și câteva localități care astăzi se află în județul Prahova, printre care se număra și orașul Mizil. Se învecina la vest cu județul Prahova, la nord cu județele Brașov, Trei Scaune și Putna, la est cu județele Râmnicu Sărat și Brăila, iar la sud cu județul Ialomița.

## Organizare
Județul a cunoscut multiple împărțiri în plăși. Astfel, spre sfârșitul secolului al XIX-lea, județul era subdivizat în 3 plăși și 3 plaiuri:
1. Plasa Sărata formată din orașul Buzău și 16 comune cu 73 de cătune și 14 subdiviziuni; cu reședința la Buzău.
2. Plasa Câmpului formată din 22 de comune rurale cu 72 de cătune și 14 subdiziuni.
3. Plasa Tohani formată din orașul Mizil și 17 comune cu 57 de cătune și 12 subdiviziuni; cu reședința la Mizil.
4. Plaiul Buzău formată din 17 comune rurale cu 160 de cătune și 46 de subdiviziuni; cu reședința la Pătârlagele
5. Plaiul Pârscov formată din 16 comune rurale cu 110 de cătune și 48 de subdiviziuni.
6. Plaiul Slănic formată din 19 comune rurale cu 91 de cătune și 39 de subdiviziuni.

În 1891, au fost comasate plasa Sărata cu plasa Câmpului, precum și plaiul Pârscov cu plaiul Slănic.
Teritoriul județului a intrat astfel în perioada interbelică împărțit în patru plăși:
1. Plasa Buzău (cu reședința la Pătârlagele),
2. Plasa Câmpul (cu reședința la Buzău),
3. Plasa Slănic (cu reședința la Săpoca) și
4. Plasa Tohani (cu reședința la Mizil).

Ulterior teritoriul județului a fost reorganizat în șapte plăși, prin desființarea plășii Câmpul și înființarea a patru plăși noi:
1. Plasa Câlnău,
2. Plasa Câmpeni (cu reședința la Pogoanele),
3. Plasa Orașul (cu reședința la Buzău) și
4. Plasa Pârscov (cu reședința la Pârscov).

## Populație
În jurul anului 1892 populația județului era de 196.654 de locuitori, insumând 43.250 de famili. Populația județului a crescut conform recensamintelor trecute.
| Recensământ | Populația |
| ----------- | --------- |
| 1844        | 133.942   |
| 1860        | 144.326   |
| 1880        | 182.130   |
| 1885        | 183.225   |
| 1892        | 196.654   |

Conform datelor recensământului din 1930 populația județului era de 309.405 de locuitori, dintre care 97,4% români, 1,5% țigani, 0,5% evrei ș.a. Din punct de vedere confesional 98,9% erau ortodocși, 0,5% mozaici iar restul alte religii. Populația urbană a județului era de 42.127 locuitori, dintre care 91,2% români, 3,7% evrei, 2,3% țigani, 0,9% maghiari ș.a. Din punct de vedere confesional orășenimea era alcătuită din 93,3% ortodocși, 3,9% mozaici, 1,0% romano-catolici ș.a.
Cele două comune urbane ale județului erau Buzău și Mizil.